# Мусаев, Сабир Исмаил оглы
Сабир Исмаил оглы Мусаев (азерб. Sabir İsmayıl oğlu Musayev; род. 14 апреля 1945, Баку) — советский азербайджанский металлург, лауреат Государственной премии СССР (1983).

## Биография
Родился 14 апреля 1945 года в Баку, столице Азербайджанской ССР.
С 1961 года — ученик токаря, токарь, с 1971 года — литейщик, с 1980 года — бригадир литейщиков Бакинского завода нефтепромыслового машиностроения имени П. Монтина.
Сабир Мусаев применял в работе передовую практику, современные изобретения ученых. В бригаде создана новая технология производства крупных деталей из чугуна, начато применение новых оптимальных параметров для их производства. Мусаев выдвинул ряд рационализаторских предложений, по его предложению впервые в заводе создан бригадный подряд. Пока другие звенья выливали новые детали для нефтепромысловых конструкций, вспомогательные звенья улучшали характеристики металла, подбирали оптимальные температуры для плавки; это экономило большое количество времени и играло важную роль в выплавке качественного чугуна. Бригада быстро вышла на уровень передовых металлургических коллективов республики. В 1983 году бригада выплавила более 100 тысяч тонн чугуна. План одиннадцатой пятилетки коллектив выполнил в октябре 1983 года.
Постановлением ЦК КПСС и Совета Министров СССР от 7 ноября 1983 года, за большой личный вклад в дело экономии сырьевых ресурсов и улучшения качества выпускаемой продукции Мусаеву Сабиру Исмаил оглы присуждена Государственная премия СССР.
Активно участвовал в общественной жизни. Член КПСС с 1971 года. Совмещал свою производственную работу с должностью секретаря парткома завода. Депутат Верховного Совета Азербайджанской ССР 11-го созыва.